# Іванько Лаврентій Порфирович
Іванько Лаврентій Порфирович (1904-2001) — старший механік кінного заводу № 173 Дніпропетровської області, Української РСР.

## Біографія
Народився 19 жовтня 1904 року в селі
Гуляйполе Верхньодніпровський повіт Катеринославська губернія (нині Криничанський район Дніпропетровська область Україна). У 1916 році закінчив шість класів гуляйпільської школи. Працював у рідному селі за наймом. Після створення колгоспу вступив до нього і працював у ньому.
У жовтні 1926 року був призваний до Червоної Армії. Після звільнення в запас з 1929 року працював трактористом, потім механіком на військовому кінному заводі № 173. З початком Великої Вітчизняної війни разом із заводом був евакуйований на схід і продовжував працювати на заводі в 1941-1943 роках.
В 1944 році повернувся в Дніпропетровську область. Працював на кінному заводі № 173 завідувачем майстернями, старший механіком заводі. У 1948 році отримав урожай 5 центнерів люцерни з гектара на площі 5 гектарів.
Указом Президії Верховної Ради СРСР від 12 вересня 1949 року за одержання високих врожаїв пшениці та насіння люцерни в 1948 році при виконанні кінними заводами плану здачі державі сільськогосподарських продуктів в 1948 році Іванько Лаврентію Порфирович присвоєно звання Героя Соціалістичної Праці з врученням ордена Леніна і золотої медалі Серп і Молот.
Продовжував працювати на заводі автомеханіком, заступником директора заводу з господарської частини, керуючим ділянки № 3, механіком відділення, головним механіком радгоспу.
У 1964 році вийшов на пенсію. Жив в місті Вільнянськ Запорізька область Україна. Помер 24 липня 2001 року.

## Нагороди
- Герой Соціалістичної Праці
- Орден Леніна
- Медалі